# Pfarrkirche Mühlau (Innsbruck)

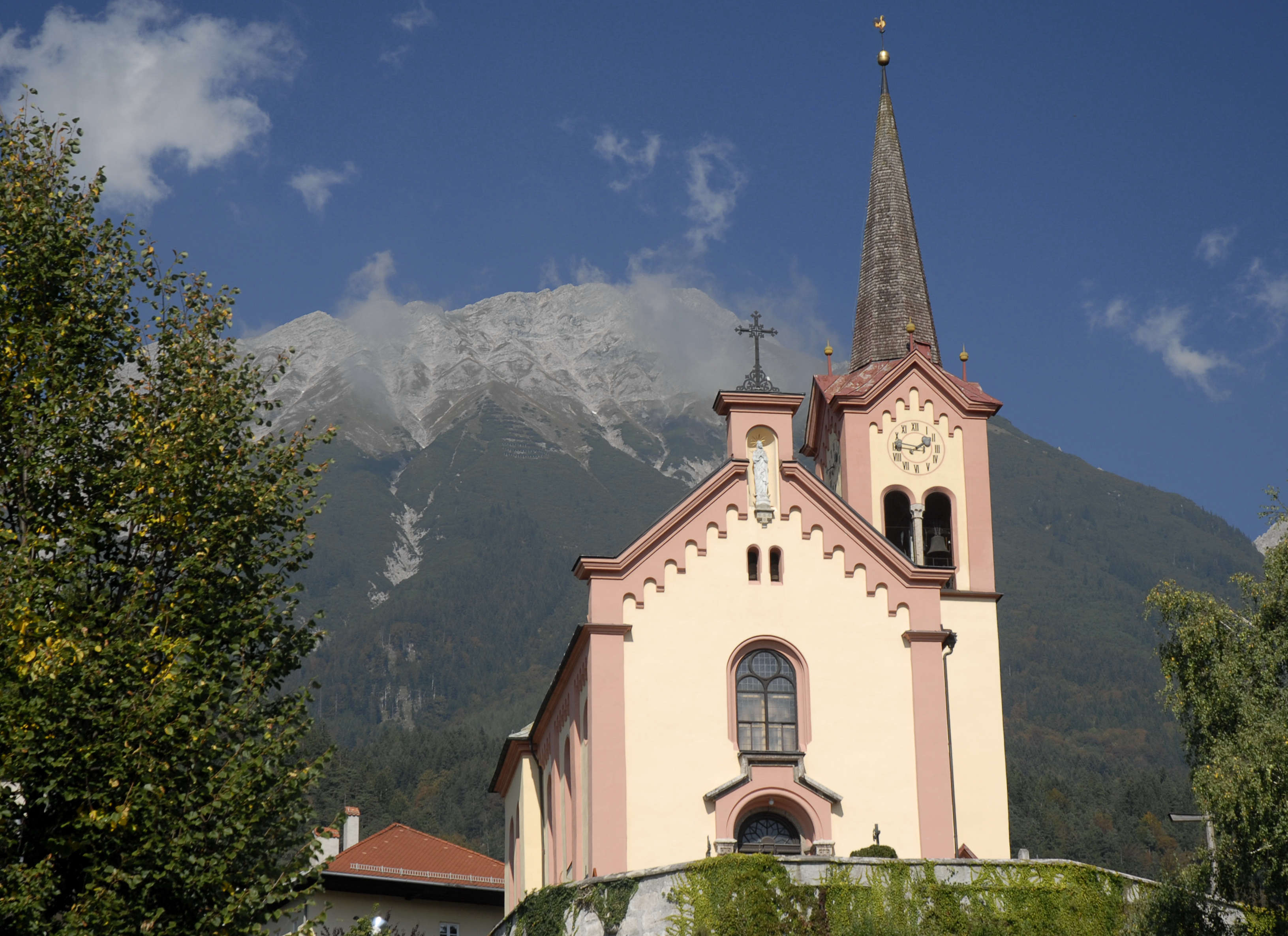
Pfarrkirche Mühlau von Süden

Die Pfarrkirche Mühlau ist die römisch-katholische Pfarrkirche des Innsbrucker Stadtteils Mühlau. Die von einem Friedhof umgebene Kirche liegt in erhöhter Lage über dem Ortskern. Die barocke, später historistisch umgestaltete Kirche mit dem Patrozinium hll. Leonhard und Antonius steht unter Denkmalschutz.

## Geschichte
Im Jahr 1432 weihte der Brixner Fürstbischof Ulrich Putsch die erste Kirche in Mühlau. In einer Urkunde von 1503 wird ein Betrag von 40 Gulden für den Bau der St.-Leonhards-Kirche in Mühlau erwähnt. Dabei handelte es sich aber vermutlich um einen Erweiterungsbau und keinen Neubau. 1682 wurde die Kirche aus unbekannten Gründen erneut geweiht. Anstelle der als einsturzgefährdet beschriebenen Kirche wurde von 1748 bis 1750 der heutige Bau nach Plänen von Mathias Umhauser im barocken Stil errichtet. Zwischen 1851 und 1859 wurde die Kirche durch Anton Geppert im neoromanischen Stil umgestaltet.
1933 wurde die Kirche restauriert und die übermalten barocken Deckenfresken durch Toni Kirchmayr freigelegt und ergänzt. 1956 wurde ein von Josef Staud geschaffener neuer Hochaltar aufgestellt. 1968 wurde die restliche noch vorhandenen historistische Ausstattung entfernt und die 1933 entstandenen Stationsbilder von Toni Kirchmayr übermalt. Bei der Neuausmalung der Kirche 1988 wurde das Färbelungskonzept von 1933 beibehalten und die Wandbilder von Kirchmayr wieder freigelegt. 2010 kam es zu einer Innenrestaurierung, bei der die liturgischen Orte neugestaltet wurden.
Kirchlich gehörte Mühlau ursprünglich ebenso wie Arzl zur Pfarre Thaur. 1786 wurde hier eine Lokalkaplanei errichtet und diese 1891 zur selbständigen Pfarre erhoben.

## Architektur und Ausstattung

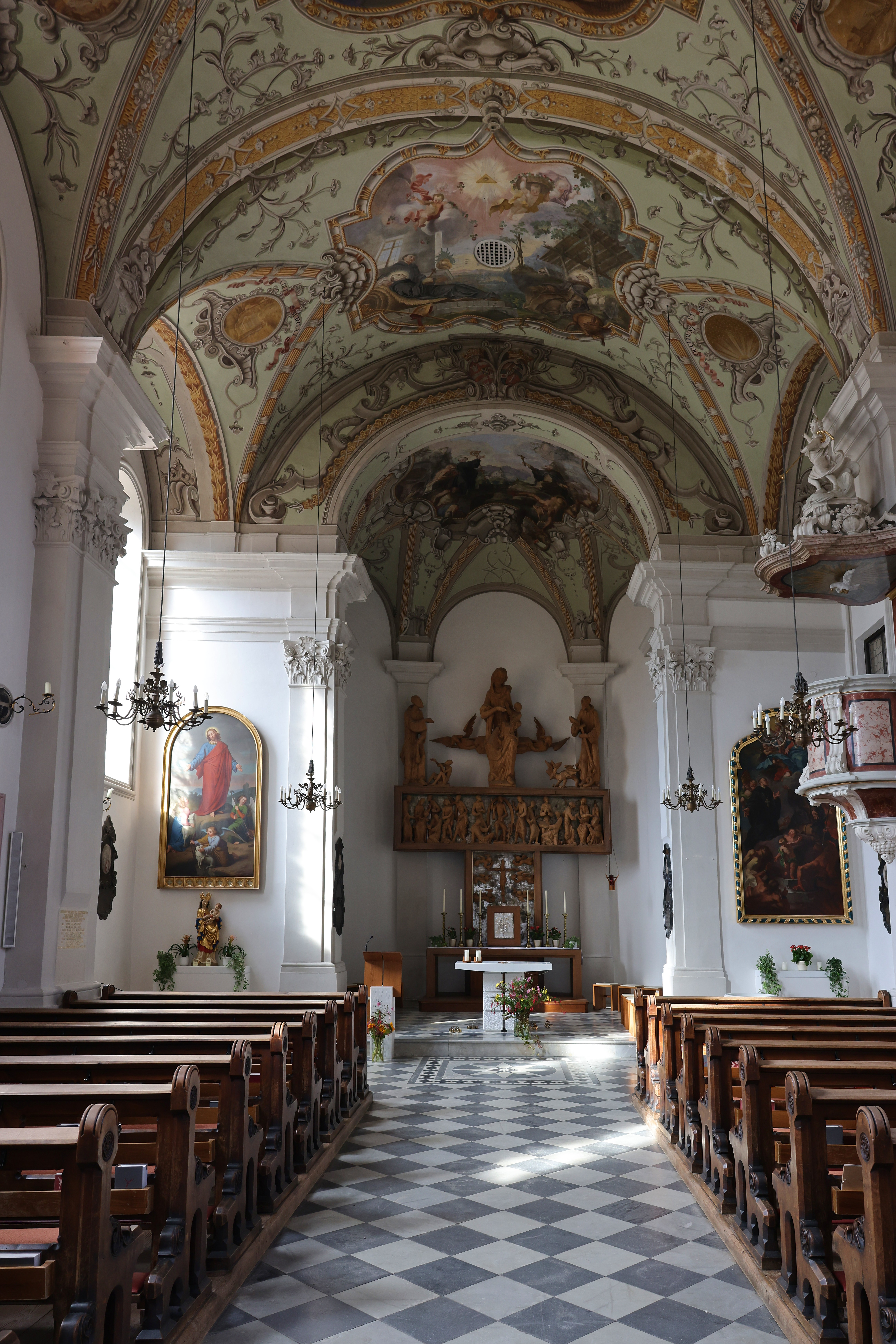
Innenansicht, Blick zum Chor

Der einschiffige, dreijochige Saalbau mit leicht ausladendem Querschiff und stark eingezogenem Chor mit 5/8-Schluss ist in Nord-Süd-Richtung orientiert und weist mit der Schauseite nach Süden. An der Ostseite des Langhauses ist der Turm mit Spitzhelm angebaut. Die Außengestalt der Kirche ist wesentlich durch die Umbauten des 19. Jahrhunderts bestimmt. Vorherrschend sind dabei neoromanische Gliederungselemente, die sich durch eine kontrastierende Farbgebung stark von den Wandflächen abheben.
Die architektonische Struktur des Innenraums ist noch weitgehend barock. Über dem ersten Langhausjoch befindet sich eine Empore, der Raum darunter ist als eine Art Vorhalle von der eigentlichen Kirche durch ein Gitter abgetrennt und weitgehend unbelichtet. Die anderen beiden Langhausjoche sind durch gerahmte Rundbogenfenster an der Westseite stark durchlichtet und erscheinen insbesondere durch die einheitliche Deckengestaltung nur wenig vom Querhaus abgesetzt. Der um eine Stufe erhöhte, eingezogene Chor bildet dagegen einen selbständigen, weniger belichteten Bereich. Langhaus und Querhaus sind mit einer flachen Tonne mit Stichkappen überwölbt. Die Gewölbefresken wurden 1749 von Johann Michael Strickner geschaffen.
Der in Eiche geschnitzte Hochaltar zeigt die Madonna mit Kind, flankiert von den Kirchenpatronen Leonhard und Antonius. Er wurde 1956 von Josef Staud geschaffen. Volksaltar, Ambo, Sedilien und Taufstein wurden 2011 von Paul Senfter (M9 Architekten Senfter + Lanzinger) aus weißem Marmor und massivem Eichenholz gestaltet.

## Friedhof

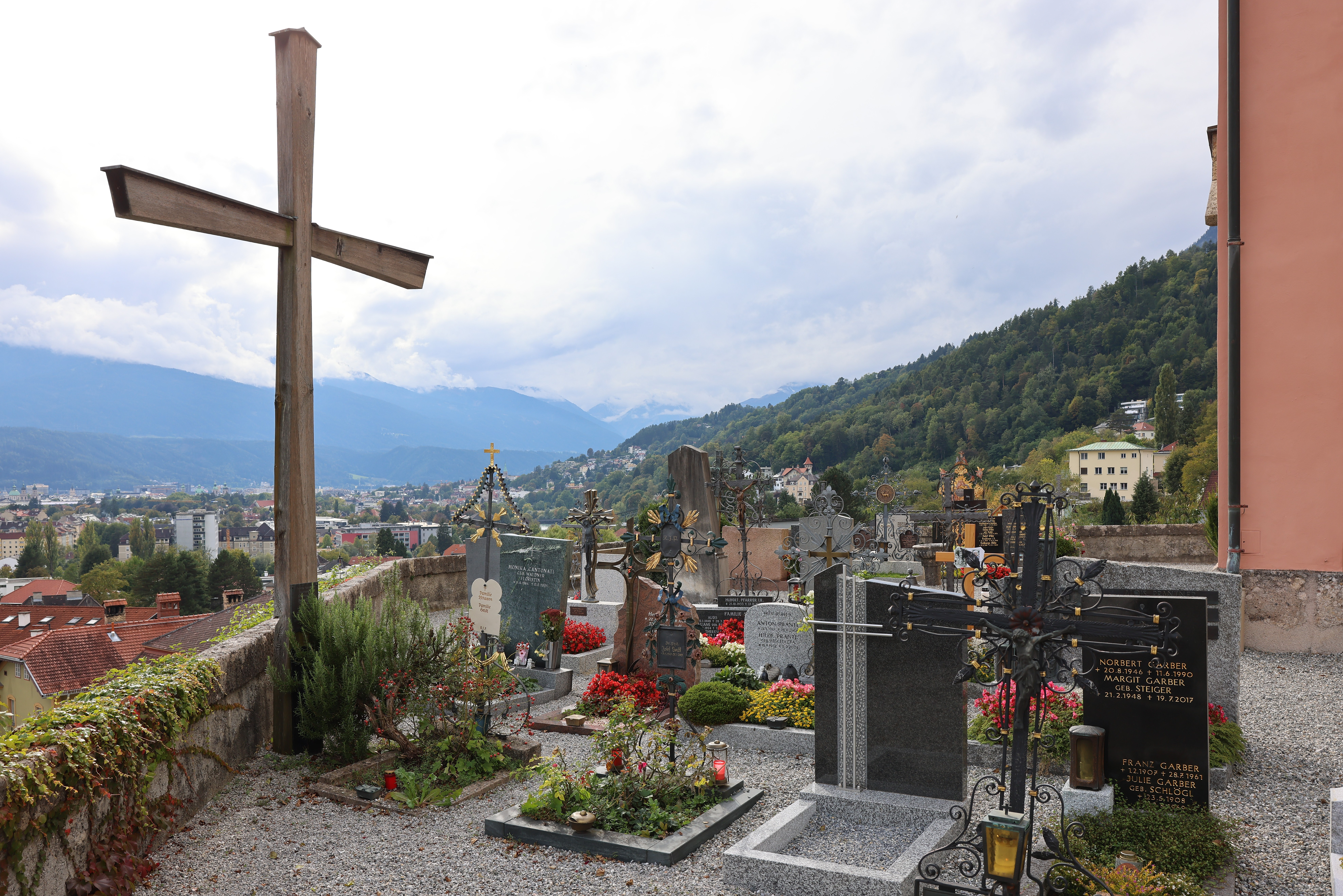
Friedhof mit Friedhofskreuz und Blick über Innsbruck

Der Friedhof um die Kirche wurde anlässlich des Neubaus um 1750 angelegt und 1882/1883 nach Norden hin erweitert, wodurch er die Kirche von allen Seiten umschließt. Die nördliche Abschlussmauer ist in einzelne Wandfelder unterteilt, die mit gotisierenden Jochen gegliedert sind und einzelne reicher ausgestattete Gräber beherbergen. Da der Friedhof im 20. Jahrhundert zu klein wurde, wurde 1926 der Neue Friedhof auf der gegenüberliegenden Seite des Mühlauer Baches angelegt.